# Charles Cornwallis
Charles Cornwallis, I marqués de Cornwallis, KG  (Grosvenor Square, Londres, 31 de diciembre de 1738 - Gauspur, Ghazipur, India, 5 de octubre de 1805) fue un militar y gobernador colonial inglés. Es recordado especialmente por su papel en la guerra de Independencia de los Estados Unidos, aunque anteriormente participó en la guerra de los Siete Años y más tarde también sirvió en la India e Irlanda.

## Inicios
Cornwallis fue el hijo menor de Charles Cornwallis, V barón Cornwallis, un rico terrateniente de Kent, y Lisa Townshend, sobrina del primer ministro Robert Walpole. Fue educado en el Eton College y en el Clare College, de Cambridge. En 1757 ingresó a la primera Guardia de Infantería como alférez y luego se trasladó a la academia militar de Turín. Al terminar sus estudios militares, en 1758, viajó a Ginebra y se unió a las tropas británicas destinadas a la guerra de los Siete Años. Participó en la batalla de Minden y obtuvo la capitanía del 85.º regimiento de milicia y luego la del 12.º, con el que participó en Wilhelmsthal y Cassel.
En 1760 se convirtió en miembro de la Cámara de los Comunes del Parlamento como representante de Eye, en Suffolk. Dos años después su padre murió y él lo sucedió como conde Cornwallis por lo que ocupó un escaño en la Cámara de los Lores. En el Parlamento fue uno de los pares que votó en contra de la Ley de Timbre de 1765, que no favorecía a los colonos americanos.

## Revolución estadounidense
Al comenzar la guerra (con 37 años), Cornwallis se alistó voluntariamente. En marzo de 1776, salió de Nueva York luchando bajo las órdenes del general Henry Clinton. Entre el 2 y el 4 de enero de 1777, Cornwallis combatió contra el ejército continental estadounidense cerca de Princeton, Nueva Jersey, donde, tras un sorpresivo y fulgurante ataque, los estadounidenses derrotaron a las fuerzas británicas, impidiendo que Cornwallis pudiera contraatacar, ya que se retiraron por la noche del día 4. Sin embargo, la batalla había consistido fundamentalmente en rápidas escaramuzas, que no produjeron al ejército británico grandes pérdidas. Cornwallis comandó principalmente a los casacas rojas. En 1781, Cornwallis actuó en las Carolinas, donde ganó la batalla de Guilford Court House. No obstante, las bajas de los británicos en esa batalla fueron muy importantes, por lo que perdieron la posibilidad de conseguir el control de las Carolinas. Finalmente, no le quedó más opción que rendirse, al ser asediado por los franceses y los estadounidenses, tras la batalla de Yorktown, el 19 de octubre de 1781.
A pesar de todo, la culpa de la derrota británica en la guerra recayó sobre su inmediato superior, Henry Clinton y sobre el primer ministro, lord Frederick North, por lo que él siguió en activo.

## Tratado de Amiens
En marzo de 1802 firmó el Tratado de Amiens por parte del Imperio británico. Napoleón hace el siguiente relato refiriéndose a Cornwallis: «En Amiens jamás faltó a su palabra: el tratado estaba listo y debía firmarse a las nueve de la noche en la casa capitular. Pero habiendo ocurrido algo que le impidió pasar por la casa, mandó decir a los ministros franceses que podían considerar el tratado como firmado por él, pues lo firmaría al día siguiente. Aquella misma noche llegó un correo de Inglaterra que le traía la orden de no acceder a ciertos artículos y de no firmar el tratado: aunque Cornwallis hubiera podido fácilmente prevalecer de ésta orden, dijo que consideraba su promesa como su firma y respondió a su gobierno que lo había prometido y que una vez empeñada su palabra, quería sostenerla».